# Enebacken
Enebacken is een plaats in de gemeente Torsås in het landschap Småland en de provincie Kalmar län in Zweden. De plaats heeft 123 inwoners (2005) en een oppervlakte van 19 hectare. Enebacken ligt aan een baai van de Oostzee en wordt voor de rest omringd door zowel landbouwgrond als bos. Er zijn onder andere een camping, een plaats waar men kan zwemmen/recreëren en een jachthaven in het dorp te vinden. De plaats Torsås ligt zo'n zeven kilometer ten westen van Enebacken.